# Август 2012 года

Список событий августа 2012 года.

## События
- 1 августа
  - Старт с космодрома Байконур транспортного грузового корабля Прогресс М-16М[1].
  - В Ингушетии убиты организаторы нападения на родовое село Кадыровых Центорой[2].
- 2 августа
  - Новое правительство Египта во главе с премьер-министром Хишамом Кандилем принесло присягу. Бывший глава Высшего совета вооружённых сил фельдмаршал Мохамед Хуссейн Тантауи сохранил пост министра обороны[3].
  - Кофи Аннан заявил об отставке с поста спецпредставителя ООН и ЛАГ по Сирии[4].
- 3 августа
  - Беларусь выслала из страны шведского посла, после того как 4 июля шведский легкомоторный самолёт вторгся в белорусское воздушное пространство и сбросил плюшевых мишек с привязанными к ним листовками в защиту свободы прессы[5].
  - Один из крупнейших брокеров американского фондового рынка — компания Knight Capital Group — потерял 440 млн долларов из-за сбоя торговой системы[6].
- 4 августа
  - Парламент Папуа — Новой Гвинеи избрал Питера О’Нила новым премьер-министром страны[7].
  - Судан и Южный Судан подписали соглашение о разделе нефтяных доходов[8].
  - Число жертв наводнений в Северной Корее достигло 169 человек, 400 человек пропали без вести. Своих домов лишились более 200 тысяч человек[9].
  - Клинт Иствуд поддержал Митта Ромни на выборах[10].
  - Гражданская война в Сирии:
    - Повстанческая Свободная армия Сирии заявила, что захватила контроль над 60 процентами экономической столицы Сирии Алеппо[11].
    - Сирийская армия отбила у повстанцев Дамаск[12].
    - В Дамаске похитили 48 иранских паломников[13].

  - Теракт в Йемене, жертвами которого стали более 40 человек[14][15].
- 5 августа
  - Пятнадцать египетских пограничников погибли в результате нападения боевиков на контрольно-пропускной пункт на границе с Израилем на Синайском полуострове; по сообщению информагентства MENA, убийство совершили боевики из сектора Газа[16].
  - Представитель Свободной армии Сирии выступил с заявлением, что захваченные в Дамаске 48 паломников являются иранскими шпионами[17].
  - Обвинённых в заговоре турецких генералов отправили на пенсию[18].
  - В Казани официально открылся второй железнодорожный вокзал[19].
- 6 августа
  - Пуск ракеты-носителя «Протон» с разгонным блоком «Бриз-М», который должен был вывести на орбиту два спутника связи «Экспресс-МД2» и «Телком-3», закончился аварией[20].
  - Президент Сирии Башар Асад отправил в отставку бежавшего премьер-министра Рияда Хиджаба. Временным премьер-министром назначен вице-премьер Омар Галаванджи[21].
  - Марсоход «Кьюриосити» совершил удачную посадку на Марс и сделал первые технические снимки[22][23].
  - В Успенском соборе в Хельсинки попробовали повторить выступление Pussy Riot[24].
  - В результате теракта в Грозном, по предварительным данным, погибли четыре человека[25]. Смертники подорвали «Газель» с солдатами в Грозном[26]. На месте теракта в Грозном нашли фрагменты тела и пояса смертника[27]. Глава Чеченской Республики Рамзан Кадыров заявил, что организаторами теракта, произошедшего в Грозном, могли быть Хусейн Гакаев и его брат Муслим[28].
- 7 августа
  - В Новой Зеландии впервые за 115 лет проснулся вулкан Тонгариро, отменены десятки авиарейсов[29].
  - Парламент Индии переизбрал Хамида Ансари вице-президентом страны[30].
  - Иранские СМИ объявили о начале турецкого вторжения в Сирию[31].
  - В результате нападения вооружённых людей на посетителей христианской церкви неподалёку от города Окене в нигерийском штате Коги погибло 19 человек[32].
- 8 августа
  - Национальный переходный совет Ливии официально передал власть избранному месяц назад парламенту страны. Исполняющим обязанности главы государства стал самый пожилой член ассамблеи Мухаммед Али Салим[33].
  - Беларусь отозвала своё посольство из Швеции и предложила то же самое сделать шведской стороне[34].
  - Армия Египта нанесла серию воздушных ударов по Синайскому полуострову недалеко от границы с Израилем, в результате были убиты более 20 предполагаемых боевиков-исламистов[35].
  - На Филиппинах из-за сильных наводнений погибли не менее 50 человек. Затоплено 60 % территории Манилы[36].
- 9 августа
  - Великий государственный хурал Монголии утвердил решение о назначении председателя Монгольской демократической партии Норова Алтанхуяга новым премьер-министром[37].
  - Новым премьер-министром Сирии назначен бывший министр здравоохранения Ваэль аль-Халки[38].
  - Антропологи установили, что живший около двух миллионов лет назад Человек рудольфский был отдельным видом, отличным от Человека умелого[39].
- 10 августа
  - Национальное собрание Ливии избрало Мохаммеда Макрифа временным президентом страны[40].
  - В сирийской провинции Идлиб начала действовать повстанческая «Бригада Уммы» — отряд из нескольких тысяч бойцов под руководством Махди аль-Харати — гражданина Ирландии ливийского происхождения[41].
  - На Украине вступил в силу вызвавший множество нареканий закон «Об основах государственной языковой политики»[42].
- 11 августа
  - По северо-западу Ирана прокатилась серия землетрясений магнитудой 6,3—6,4, в результате которой погибли 308 человек и 3037 — получили ранения[43].
- 12 августа
  - Президент Египта Мухаммед Мурси подписал указ об отставке главы Верховного военного совета и министра обороны страны фельдмаршала Хусейна Тантауи. Одновременно отменены поправки к конституции, расширяющие полномочия военного руководства за счёт полномочий президента[44].
  - Мужская сборная России по волейболу впервые стала олимпийским чемпионом, победив в финале сборную Бразилии 3:2[45].
  - Корабль ВМС США столкнулся с японским нефтяным танкером в Ормузском проливе[46].
  - На территории Кении разбились три боевых вертолёта Ми-24 армии Уганды[47].
- 13 августа
  - На сайте WikiLeaks появилась информация о тайной глобальной системе наблюдения TrapWire, использующей обычные камеры слежения[48].
  - В Бразилии начался судебный процесс против 38 высокопоставленных чиновников, банкиров и предпринимателей, обвиняемых в масштабной коррупции, все обвиняемые принадлежат к верхушке правящей левой Партии трудящихся[49].
- 14 августа
  - Умер российский и советский учёный, популяризатор науки Сергей Петрович Капица[50].
  - 42 человека погибли, свыше 130 — были ранены в результате серии террористических атак в юго-западной афганской провинции Нимруз и северо-восточной афганской провинции Кундуз[51].
  - Пакистан пообещал США начать военную операцию против талибов[52].
  - Британский банк Standard Chartered, обвинённый американскими финансовыми регуляторами в незаконных операциях с иранскими компаниями, согласился выплатить штраф в размере 340 миллионов долларов[53].
- 15 августа
  - Умер писатель-фантаст Гарри Гаррисон[54].
  - Мэр подмосковных Химок Владимир Стрельченко написал прошение об отставке[55].
  - Высокий суд Австралии поддержал решение правительства страны о запрете использовать торговые марки и логотипы компаний на пачках сигарет без фильтра[56].
  - Принц Филипп, супруг британской королевы Елизаветы II, был госпитализирован в одну из клиник Абердина (Шотландия)[57].
  - Начался бой у резиденции сирийского премьера в Дамаске[58].
  - Главы государств, входящих в Организацию Исламского сотрудничества (ОИС), официально приостановили членство Сирии в этой организации[59].
  - Учёные из Гарвард-Смитсоновского центра астрофизики обнаружили один из крупнейших объектов во Вселенной — скопление галактик SPT-CLJ2344-4243[60][61].
- 16 августа
  - Данило Медина вступил в должность президента Доминиканской Республики[62].
  - Эквадор предоставил политическое убежище Джулиану Ассанжу[63].
  - Совет Безопасности ООН принял решение прекратить работу миссии наблюдателей ООН в Сирии[64].
  - В результате серии терактов в Ираке погибло более 70 человек[65].
  - В ЮАР полицейские открыли огонь по бастующим шахтёрам на шахте по добыче платины, расположенной в 100 километрах от Йоханнесбурга. Убиты 36 человек[66][67].
  - Комиссия по ценным бумагам и биржам США обвинила тренера по американскому футболу Джима Доннана в создании финансовой пирамиды[68].
  - Патриарх Кирилл прибыл в Варшаву, это первый за всю историю двух стран визит в Польшу русского патриарха[69].
  - Специальная комиссия ООН по правам человека в опубликованном 15 августа докладе обвинила правительственные войска Сирии и проправительственные отряды «Шабиха» в массовом убийстве в сирийском городе Хуле[70].
- 17 августа
  - Суд приговорил участниц панк-группы Pussy Riot к 2 годам лишения свободы[71].
  - Стоимость акции Facebook упала вдвое ниже IPO[72].
  - Казахстан и Соломоновы Острова установили дипломатические отношения[73].
- 18 августа
  - На Филиппинах потерпел крушение легкомоторный самолёт Cessna, на борту которого находился министр внутренних дел Филиппин Хессе Робредо[74].
  - По меньшей мере 14 человек погибли, 7 получили ранения в результате нападения террористов на штаб-квартиру йеменской разведки в Адене[75].
  - По меньшей мере 8 человекам были нанесены ранения неизвестным мужчиной канцелярским ножом на станции метро в Ыйджонбу вблизи Сеула[76].
  - Республика Мали признала независимость Косово от Сербии[77].
- 19 августа
  - Авиакатастрофа в Судане, в результате которой погибли 32 представителя политической и военной элиты страны[78].
  - По меньшей мере 2 человека погибли, несколько — были ранены в результате двух взрывов, прогремевших в Триполи возле военной академии имени Омара ал-Мухтара и МВД Ливии[79].
  - Взрыв на похоронах полицейского в Малгобекском районе Ингушетии устроил террорист-смертник, заявил секретарь совета безопасности республики Ахмед Котиев. Чиновник сообщил, что в результате теракта погибло по меньшей мере семь человек, а ещё 11 получили ранения[80].
  - В Китае по меньшей мере в восьми городах состоялись антияпонские демонстрации, вызванные обострением двусторонних отношений из-за спора о территориальной принадлежности островов Дяоюйтай (японское название — Сенкаку) в Восточно-Китайском море[81].
  - Учёные обнаружили на Филиппинах два новых вида иглоногих сов — камигинскую иглоногую сову и себунскую иглоногую сову. Результаты исследования были опубликованы в ежегодном орнитологическом журнале Forklift[82].
- 20 августа
  - В Могадишо приведён к присяге новый парламент Сомали, который собрался на своё первое заседание внутри страны впервые с 1991 года[83].
  - В брюссельской больнице скончался премьер-министр Эфиопии Мелес Зенауи[84].
  - Гражданская война в Сирии:
    - США рассмотрят вопрос о военном вмешательстве в конфликт в Сирии, если режим Башара Асада применит химическое или биологическое оружие или станет известно о перемещении подобных арсеналов, свидетельствующие о подготовке к их использованию. С таким заявлением выступил президент США Барак Обама[85].
    - В Алеппо погибла японская журналистка[86].

  - Национальное аэрокосмическое агентство США объявило о планах отправить на Марс в 2016 году ещё один аппарат, который займётся исследованием ядра планеты[87].
  - Apple стала самой дорогой компанией в истории[88].
  - Перестрелка в одной из тюрем Венесуэлы унесла жизни 25 человек[89].
  - Министерство информации Мьянмы отменило[англ.] цензуру СМИ, публикующих политическую и религиозную информацию[90].
- 21 августа
  - Конституционный суд Румынии признал несостоявшимся референдум об отставке президента Траяна Бэсеску, прошедший 29 июля[91].
  - В Туркменистане создана вторая партия — Партия промышленников и предпринимателей. До этого в стране существовала однопартийная система[92].
- 22 августа
  - Россия официально стала 156-м членом Всемирной торговой организации[93].
  - В посёлке Новомихайловский Краснодарского края произошло наводнение. 4 человека погибли[94].
  - Около 3000 жителей Хорога, административного центра Горно-Бадахшанской автономной области Таджикистана, вышли на акцию протеста против присутствия в городе правительственных войск[95].
  - Власти Египта официально запросили у Международного валютного фонда кредит в размере 4,8 млрд $, который будет направлен на борьбу с бюджетным дефицитом[96].
  - В кенийской провинции Тана Ривер произошло столкновение[англ.] между племенами ормо и покомо, в результате которого погибли по меньшей мере 48 человек, в том числе 11 детей[97].
- 23 августа
  - В ходе вооружённых столкновений в ливанском городе Триполи погибло 12 человек[98].
  - Китай провёл успешное испытание новейшей межконтинентальной баллистической ракеты Дунфэн-41, дальность полёта которой составляет от 10 до 14 тысяч км, что делает её способной достичь любой точки на территории США[99].
- 24 августа
  - Норвежский суд приговорил Андерса Брейвика к 21 году лишения свободы[100].
  - В Каире и Александрии произошли столкновения между сторонниками и противниками президента Египта Мухаммеда Мурси. Эти митинги протеста против Мурси и Братьев-мусульман стали первыми с момента избрания первого — главой государства; в ходе столкновений есть пострадавшие[101].
  - Президент Кыргызстана Алмазбек Атамбаев подписал указ об отставке правительства в связи с распадом коалиции парламентского большинства[102].
  - В СМИ появились сообщения об установке Ираном новых урановых центрифуг в комплексе по обогащению урана в Фордо[103].
- 25 августа
  - В возрасте 82 лет скончался Нил Армстронг — первый человек, ступивший на Луну[104].
  - Калифорнийский федеральный суд в Сан-Хосе обязал корпорацию Самсунг выплатить 1,05 миллиарда долларов компании Эппл за незаконное использование её патентов на программное обеспечение и дизайн мобильных устройств[105].
  - В результате взрыва (из-за утечки газа) на крупном нефтеперерабатывающем заводе на севере Венесуэлы 39 человек погибли, более 80 — были ранены[106].
- 26 августа
  - Серия землетрясений началась в Южной Калифорнии в 19 часов 33 минуты по московскому времени с землетрясения магнитудой 2,5 Mw, к 23 часам 31 минуте по московскому времени достигнув уже магнитуды 5,3[107].
  - В Тегеране открылся 16-й саммит[англ.] стран движения неприсоединения[108].
  - Тропический шторм Исаак прошёл через территории Гаити и Кубы, нанеся серьёзный экономический ущерб[109].
- 27 августа
  - Парламент Румынии принял решение о возвращении Траяна Бэсеску на пост президента страны[110].
  - В ливийском городе Злитене исламскими радикалами — салафитами взорван мавзолей шейха Абдессалема аль-Асмара, были уничтожены также мавзолеи в Мисурате и Триполи[111].
  - В результате наводнений, вызванных продолжительными проливными дождями в Нигере, погибло 52 человека, ещё более 400 тысяч пострадали[112].
- 28 августа
  - В Дагестане военнослужащий погранслужбы ФСБ открыл огонь по бойцам СОБР, в результате чего погибли 7 человек, включая нападавшего[113].
  - В Дагестане совершено убийство духовного лидера местных мусульман шейха Саида Афанди Чиркейского[114][115].
  - Строители, занятые на сооружении второй линии варшавского метрополитена, обнаружили неразорвавшуюся бомбу времён Второй мировой войны, была проведена эвакуация людей из ближайших зданий[116].
  - Танкер «Энерджи Центурион», приписанный к порту британского острова Мэн, был захвачен пиратами примерно в 30 километрах от столицы Того города Ломе, в заложниках у пиратов оказались 24 россиянина[117].
  - Президент Колумбии Хуан Мануэль Сантос подтвердил, что власти начали мирные переговоры с самой крупной повстанческой группировкой в стране — леворадикальными Революционными вооружёнными силами Колумбии[118].
  - Из храма Святой Великомученицы Екатерины в Санкт-Петербурге украдены мощи Александра Невского и Николая Чудотворца[119].
- 29 августа
  - Мохамед Осман Джавари избран новым спикером парламента Сомали[120].
  - В Кахетии близ дагестанского участка российско-грузинской границы прошла спецоперация МВД и МО Грузии, по уничтожению просочившейся с территории Дагестана вооружённой банды; потери силовых структур Грузии составили 3 человека, потери боевиков — 11 человек[121]
  - ОАО «Газпром» официально признало, что разработка Штокмановского месторождения приостановлена на неизвестный срок в связи с высокими затратами на разработку[122].
  - Открылся 69-й Венецианский кинофестиваль[123].
  - Компания Samsung на презентации в Берлине показала первый смартфон на операционной системе Windows Phone 8. Им стал аппарат ATIV S[124].
  - Американским учёным удалось вырастить клетки-предшественники сперматозоидов из клеток кожи[125].
  - Делегаты съезда Республиканской партии США, проходящего во Флориде, официально выдвинули бывшего губернатора Массачусетса Митта Ромни своим кандидатом в президенты[126].
  - На Олимпийском стадионе в Лондоне открыты XIV летние Паралимпийские игры[127].
  - 37 горняков погибли в результате взрыва газа на угольной шахте в китайской провинции Сычуань[128].
  - Тайфун «Болавен» (англ.) пронёсся по странам Дальнего Востока. В Южной Корее погибли 15 человек, более 200 ранены[129]. В Хабаровском крае за одну ночь выпала месячная норма осадков[130]
- 30 августа
  - С космодрома на мысе Канаверал стартовала ракета-носитель со спутниками Van Allen Probes для изучения воздействия солнечной радиации на магнитосферу Земли[131].
  - По сообщениям СМИ в Минске начались массовые аресты модераторов оппозиционных страниц в социальных сетях[132].
  - Прекратил своё существование «Апорт», старейший поисковый сайт рунета[133].
  - В Москве открылась станция метро «Новокосино»[134].
- 31 августа
  - Немецкий фармацевтический концерн Gruenenthal — производитель талидомида, принёс официальные извинения жертвам произведённого им препарата. 50 лет назад из-за употребления лекарства беременными на свет появился ряд детей с серьёзными физическими дефектами[135].
  - 1 человек погиб, 1 — ранен в результате землетрясения у восточного побережья Филиппин[136].
  - В Анголе прошли парламентские выборы[137]. Уверенную победу одержала правящая партия — Народное движение за освобождение Анголы — Партия труда, возглавляемая действующим президентом Жозе Эдуарду душ Сантушом, который сохранил пост президента.
  - 11 человек погибли, 20 — были ранены в результате теракта вблизи Пешавара[138].
  - Венгрия передала Азербайджану Рамиля Сафарова, осуждённого в 2006 году к пожизненному заключению в связи с убийством армянского офицера. По прибытии в Азербайджан Сафаров был помилован указом президента Азербайджана Ильхама Алиева и освобождён от отбытия наказания. В ответ Армения приостановила дипломатические отношения с Венгрией.
  - Митт Ромни официально согласился стать кандидатом в президенты США от Республиканской партии[139].